# Lijst van oorlogsmonumenten in Zevenaar
De Nederlandse gemeente Zevenaar heeft 9 oorlogsmonumenten. Hieronder een overzicht.
| Nr.  | Object                            | Herdachte groep                                                                                            | Ontwerper                                                   | Onthulling    | Type            | Locatie                       | Plaats    | Coördinaten                  | Foto                              |
| ---- | --------------------------------- | --- | ----------------------------------------------------------- | ------------- | --------------- | ----------------------------- | --------- | ---------------------------- | --------------------------------- |
| 524  | Oorlogsmonument                   | algemeen, militairen in dienst van het Ned. Kon. na 1945, militairen in dienst van het Ned. Kon. 1940-1945 |                                                             |               | reliëf          | Kerkstraat 30, 6917 AK        | Spijk     | 51° 50' 59" NB, 6° 9' 1" OL  | Oorlogsmonument                   |
| 1986 | Monument bij de R.K. Martinuskerk | militairen in dienst van het Ned. Kon. 1940-1945, burgerslachtoffers                                       | H. Pas                                                      |               | gedenksteen     | Kerkstraat 2, 6911 AG         | Pannerden | 51° 53' 23" NB, 6° 2' 14" OL | Monument bij de R.K. Martinuskerk |
| 2005 | De Vier Tamboers                  | algemeen, burgerslachtoffers                                                                               | Ubbo Scheffer                                               |               | beeld/sculptuur | Raadhuisplein 1, 6901 GN      | Zevenaar  | 51° 55' 42" NB, 6° 4' 34" OL | De Vier Tamboers                  |
| 2340 | Plaquette in het NS-station       | burgerslachtoffers                                                                                         | Ir. H.G.J. Schelling (ontwerp), H.J. Winkelman (uitvoering) |               | plaquette       |                               | Zevenaar  | 51° 55' 41" NB, 6° 4' 35" OL | Plaquette in het NS-station       |
| 2827 | Fergusonbrug                      | geallieerde militairen                                                                                     |                                                             | 2 april 2004  | overig          | Babberichseweg                | Zevenaar  | 51° 55' 10" NB, 6° 5' 26" OL | Fergusonbrug                      |
| 3139 | Herdenkingsboom                   | algemeen                                                                                                   |                                                             | 18 april 2008 | boom            | De Horst, 6988 AR             | Lathum    | 51° 59' 12" NB, 6° 1' 4" OL  |                                   |
| 3225 | Joods monument                    | vervolgden Nederland                                                                                       |                                                             | 1990          | plaquette       | Raadhuisplein, 6901 GN        | Zevenaar  | 51° 55' 43" NB, 6° 4' 35" OL |                                   |
|      | Joods monument                    | vervolgden Nederland                                                                                       |                                                             |               | plaquette       | Grietsestraat 16, 6901 GT     | Zevenaar  | 51° 55' 44" NB, 6° 4' 37" OL | Joods monument                    |
|      | "Uit de nood"                     | |                                                             |               | wandtekst       | Kerkstraat 27, 6901 AA        | Zevenaar  | 51° 55' 28" NB, 6° 4' 31" OL | "Uit de nood"                     |
|      | Stolpersteine                     | vervolgden Nederland                                                                                       | Gunter Demnig                                               |               | plaquette       | Zie Stolpersteine in Zevenaar | Zevenaar  |                              |                                   |

Aalten ·
Apeldoorn ·
Arnhem ·
Barneveld ·
Berg en Dal ·
Berkelland ·
Beuningen ·
Bronckhorst ·
Brummen ·
Buren ·
Culemborg ·
Doesburg ·
Doetinchem ·
Druten ·
Duiven ·
Ede ·
Elburg ·
Epe ·
Ermelo ·
Harderwijk ·
Hattem ·
Heerde ·
Heumen ·
Lingewaard ·
Lochem ·
Maasdriel ·
Montferland ·
Neder-Betuwe ·
Nijkerk ·
Nijmegen ·
Nunspeet ·
Oldebroek ·
Oost Gelre ·
Oude IJsselstreek ·
Overbetuwe ·
Putten ·
Renkum ·
Rheden ·
Rozendaal ·
Scherpenzeel ·
Tiel ·
Voorst ·
Wageningen ·
West Betuwe ·
West Maas en Waal ·
Westervoort ·
Wijchen ·
Winterswijk ·
Zaltbommel ·
Zevenaar ·
Zutphen